# 忘れないで (JIGGER'S SONの曲)
「忘れないで」(わすれないで)は、JIGGER'S SONのシングル。

## 収録曲
1. 忘れないで
2. ラジオ
3. 忘れないで (オリジナル・インストゥルメンタル)